# Декоративни риби
Декоративните риби са най-различни видове риби, често отглеждани в аквариум и в домашни условия, поради своите естетически качества.

## История
Отглеждат се от дълбока древност, като първите данни за отглеждането им са отпреди 2000 години в Китай. Златните рибки са най-старите декоративни риби. В китайската култура златните и червеникави рибки са символ на богатство и щастие. В египетското изкуство са открити изображения на свещената риба Оксиринхус, държана в плен в правоъгълни басейни.
От известните 8780 вида сладководна риба, 2645 тези видове, които могат и се отглеждат в аквариум.
Стъкленият аквариум се появява едва през 15 век. Аквариум с рибки споменава през 1665 г. англичанина Самюел Пийпс, който описва видените в Лондон красиви риби, отглеждани в стъклен съд с вода. Рибите, които той е наблюдавал вероятно са били от типа райска риба и са пренесени от Китай, където са познати като градински риби.

## География
Декоративните рибки се събират от цял свят, като дори и в нашите ширини се срещат такива които стават за декоративни, а именно Кротушката, Слънчевата рибка, Блескавецът и Червеноперката а също и много други. Родината им е Южна и Централна Америка а също и Азия.

## Видове
Рибите отглеждани в аквариум се делят на 7 вида:
- Харицидови – наричат се още тетрови наподобяват по устройство шарановите. Трудни за развъждане от акваристите.

- Тетра
- Дракон
- Неон

- Топлолюбиви Шаранови – Те са подобни на шаранообразните с разлика че са техни роднини но тъй като са хибридно получени на базата на шаранообразните са доста различни.

- Барбус – Суматрийски пунтус
- Данио рерио
- Кардинал

- Сомчета – Сомчетата са вид който е много разпространен по цял свят. Няма контнент в, който да няма сомоеве. Това са и рибите с най-големи вариации в дължината (от 3 см. до 6 м.)

- Сом албинос
- Бронирано сомче

- Шаранообразни – Това са всички риби от вида на Шараните.

- Златна рибка

- Живородки – Това са интересни за отглеждане риби. те задържат хайвера в себе си до излюпването след което раждат потомството си. При тях се получават най-добри кръстоски.

- Хелер
- Гупи
- Молинезия
- Плата

- Цихлиди – Цихлидите са най-интересните риби. те са единствените които създават територия и я бранят. Другото им име е костурови. Известни са 600 вида.

- Скалария
- Дискус

- Лабиринтови – Те носят името си заради апарата за дишане, който е наречен лабиринтов и представлява видоизменение в хрилете. Той е приспособен да обогатява кръвта на рибата с кислород.

- Макропод
- Бети

- Трихогастер